# Elecciones generales de Suecia de 1998
Las elecciones generales se celebraron en Suecia el 20 de septiembre de 1998. El Partido Socialdemócrata (S) siguió siendo el partido más grande en el Riksdag, ganando 131 de los 349 escaños. Dirigido por Göran Persson, el partido continuo en el poder y formó un gobierno minoritario después de las elecciones. Esto a pesar de que el partido obtuvo su peor resultado desde 1921. Permanecieron en el poder con el apoyo del Partido de la Izquierda (V) y el Partido Verde (MP). Mientras que los tres partidos de izquierda: Partido Socialdemócrata (S), Partido de la Izquierda (V) y el Partido Verde (MP), vieron una pérdida total de 11 escaños, el Partido de la Izquierda (V) casi duplicó su representación en el Riksdag. Esto reflejaba cuántos votantes socialdemócratas no estaban satisfechos con las políticas del gobierno, que había implementado medidas de austeridad para reducir el déficit presupuestario.

## Campaña electoral
En el congreso del partido de los socialdemócratas en Sundsvall en septiembre de 1997, se decidió aumentar la manutención de los hijos, restablecer la asignación para varios hijos, aumentar la asignación para automóviles y SEK 16 mil millones a las municipalidades en mayores subvenciones del gobierno. Las decisiones indicaron que los socialdemócratas ahora sentían que los años de austeridad habían terminado. En el otoño de 1997, también hubo un intenso debate en los medios sobre la calidad de la atención al envejecimiento, se revelaron varios casos de negligencia.
El 2 de abril, Olof Johansson anunció que renunciaría a la Reunión del Centro. El 15 de junio, Lennart Daléus fue elegido como su sucesor. El 13 de mayo, 10,000 personas en Estocolmo demostraron la demanda de un impuesto a la propiedad reducido. Los partidos burgueses participaron y apoyaron su reclamo. Seis días después, el 19 de mayo, sorprendentemente, los socialdemócratas y el Partido del Centro anunciaron que habían acordado un impuesto a la propiedad reducido. 
El impuesto a la propiedad se redujo del 1.7% al 1.5%, pero al mismo tiempo se modificó la base para el cálculo, lo que significó que, sin embargo, el impuesto a la propiedad aumentó en las áreas más atractivas. Por lo tanto, el 2 de septiembre, el primer ministro Göran Persson prometió que los valores impositivos se congelarían por un año.
El 21 de agosto, los socialdemócratas presentaron su programa electoral: entre otras cosas, aumento de la manutención de los hijos y una tasa máxima en el cuidado infantil. El mantra 'cuidado de la salud escolar' fue introducido en el electorado.
El 17 de septiembre, Dagens Nyheter reveló que Gudrun Schyman pagó negro por la limpieza de la casa. La limpieza la había hecho una amiga de la hija de Schyman. La revelación se volvió aún más vergonzosa cuando Schyman previamente habló en contra de los políticos hombres que apoyaban la propuesta de una deducción de niñas y afirmó que ellos mismos deberían limpiar en casa.
Esta fue la primera vez que los votantes pudieron votar por un candidato en particular en la boleta. Anteriormente, existía la oportunidad de eliminar candidatos, algo que casi no tenía ningún impacto sobre quién era elegido. Se emitieron un total de 1,533,705 votos (29.9 por ciento). En algunos casos, los candidatos fueron elegidos por elección personal, como el socialdemócrata Kent Härstedt.

## Results
| Party                                              | Votes     | %    | Seats | +/– |
| -------------------------------------------------- | --------- | ---- | ----- | --- |
| Partido Socialdemócrata (S)                        | 1,914,426 | 36.4 | 131   | –30 |
| Partido Moderado (M)                               | 1,204,926 | 22.9 | 82    | +2  |
| Partido de la Izquierda (V)                        | 631,011   | 12.0 | 43    | +21 |
| Demócratas Cristianos (KD)                         | 619,046   | 11.8 | 42    | +27 |
| Partido del Centro (C)                             | 269,762   | 5.1  | 18    | –9  |
| Partido Popular Liberal (FP)                       | 248,076   | 4.7  | 17    | –9  |
| Partido Verde (MP)                                 | 236,699   | 4.5  | 16    | –2  |
| Partido de los Intereses de los Pensionistas (SPI) | 52,869    | 1.0  | 0     | 0   |
| The New Party                                      | 25,276    | 0.5  | 0     | 0   |
| Demócratas de Suecia (SD)                          | 19,624    | 0.4  | 0     | 0   |
| New Future                                         | 9,171     | 0.2  | 0     | 0   |
| Nueva Democracia (NyD)                             | 8,297     | 0.2  | 0     | 0   |
| Senior Citizen Party                               | 6,865     | 0.1  | 0     | 0   |
| Socialist Justice Party                            | 3,044     | 0.1  | 0     | 0   |
| Partido Comunista de Suecia (SKP)                  | 1,868     | 0.0  | 0     | 0   |
| Enhet                                              | 1,725     | 0.0  | 0     | 0   |
| Partido Socialista                                 | 1,466     | 0.0  | 0     | 0   |
| Otros partidos                                     | 6,971     | 0.1  | 0     | 0   |
| Votos nulos/en blanco                              | 113,466   | –    | –     | –   |
| Total                                              | 5,374,588 | 100  | 349   | 0   |
| Votantes registrados/participación                 | 6,603,129 | 81.4 | –     | –   |
| Fuente: Nohlen & Stöver                            |           |      |       |     |

## Gobierno
El gobierno de la minoría socialdemócrata, el gobierno de Persson, bajo el liderazgo del primer ministro Göran Persson se mantuvo. Pero la gran diferencia con respecto al período anterior fue que el gobierno dependía del apoyo de dos partes. Durante el primero fue suficiente con mucho.
El 5 de octubre de 1998, el Consejo de Gobierno emitió un comunicado de prensa del cual, entre otras cosas, Se afirmó que el Gobierno, el Partido de Izquierda y el Partido del Medio Ambiente cooperarían en cinco áreas durante el mandato: economía, empleo, distribución equitativa, igualdad de género y medio ambiente.
El gobierno de Göran Persson consistió en la elección de 20 ministros. En la declaración del gobierno, Göran Persson argumentó que el proyecto de ley de presupuesto que se presentaría en breve al Riksdag se había elaborado en colaboración con el Partido de Izquierda y el Partido del Medio Ambiente. También afirmó que era necesario estar listo para el consenso y soluciones a largo plazo en el Riksdag para lograr finanzas públicas sólidas y precios estables. Los partidos políticos en el Riksdag serían invitados a las deliberaciones sobre el diseño de futuros impuestos. Durante el mandato, el gobierno también se esforzaría por las condiciones parlamentarias para reducir radicalmente las tarifas en el cuidado de niños. Además, todos los partidos parlamentarios serían invitados a conversaciones sobre cómo podría aumentar la apertura con respecto a las contribuciones financieras a los partidos políticos y las campañas electorales de los candidatos individuales.